# Federico Montaner
Federico Montaner Canet (Pamplona, 1874 - San Sebastián, 1938) fue un militar y cartógrafo español. Participó en la sublevación militar contra la II República que dio origen a la guerra civil española, y fue miembro de la Junta de Defensa Nacional que asumió la Jefatura del Estado del bando sublevado durante el conflicto.

## Biografía

### Carrera militar
Siendo uno de los cartógrafos más destacados del Ejército Español, participó desde 1904 en la delimitación de la frontera entre España y Francia. Como teniente coronel del ejército, fue nombrado en 1922 jefe de la Comisión Geográfica de los Pirineos, ubicada en Pamplona. Realizó para la Sociedad de Estudios Vascos un mapa cartográfico del País Vasco que se publicó en 1922 y en 1926 otro de Navarra; ambos a escala 1:200.000.
En julio de 1927 fue destinado a Marruecos, con el objeto de elaborar un detallado informe topográfico del Protectorado español de Marruecos, en colaboración con otros destacados cartógrafos militares: Joaquín de Ysasi-Ysasmendi, Rafael Alfonso de Villagómez, Manuel García-Baquero y Luis de Lamo Peris. Este importante trabajo abarcaba una extensión de 20 000 km². Como jefe de la comisión encargada del estudio, permaneció en África hasta 1935.

### Guerra civil española
Cuando se produjo la sublevación de una parte del ejército contra el gobierno de la II República, el 18 de julio de 1936, Montaner se encontraba en Pamplona como jefe de Estado Mayor de la 5.ª División. Fue uno de los cabecillas del golpe de Estado en la capital navarra, donde inmediatamente triunfó la rebelión al mando del general Mola. Cuando se constituyó en Burgos la Junta de Defensa Nacional, el 24 de julio siguiente, fue nombrado secretario de la misma, con el grado de coronel.
La Junta se disolvió en octubre, y el general Franco nombró a Montaner segundo jefe de la Secretaría de Guerra y gobernador militar de San Sebastián, donde falleció el 5 de enero de 1938, sin ver terminada la guerra.

## Imputado por crímenes contra la humanidad y detención ilegal
En 2008, fue uno de los treinta y cinco altos cargos del franquismo imputados por la Audiencia Nacional en el sumario instruido por Baltasar Garzón por los presuntos delitos de detención ilegal y crímenes contra la humanidad que supuestamente habrían sido cometidos durante la Guerra civil española y los primeros años del régimen de Franco. El juez declaró extinguida la responsabilidad criminal de Montaner cuando recibió constancia fehaciente de su fallecimiento, acaecido setenta años antes. La instrucción de la causa fue tan polémica que Garzón llegó a ser acusado de prevaricación, juzgado y absuelto por el Tribunal Supremo.